# (2686) Linda Susan
(2686) Linda Susan (1981 JW1; 1955 KN; 1972 QC; 1976 KZ; 1978 SF6; 1978 TD9) ist ein ungefähr 16 Kilometer großer Asteroid des äußeren Hauptgürtels, der am 5. Mai 1981 von der US-amerikanischen Astronomin Carolyn Shoemaker am Palomar-Observatorium etwa 80 Kilometer nordöstlich von San Diego, Kalifornien (IAU-Code 675) entdeckt wurde. Er gehört zur Eos-Familie, einer Gruppe von Asteroiden, die nach (221) Eos benannt ist.

## Benennung
(2686) Linda Susan wurde nach Linda Susan Salazar, der jüngsten Tochter der Entdeckerin Carolyn Shoemaker, benannt.